# Brahmana suffusa
Brahmana suffusa är en bäcksländeart som först beskrevs av Walker 1852.  Brahmana suffusa ingår i släktet Brahmana och familjen jättebäcksländor. Inga underarter finns listade i Catalogue of Life.